# Tonalpohualli

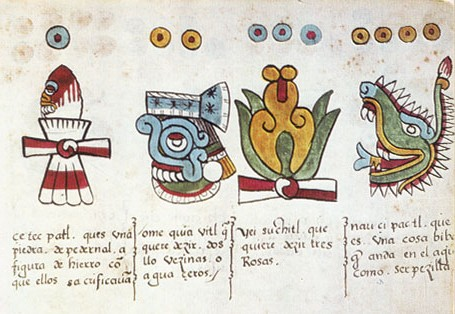
Pagina 11 verso del Codice Magliabechiano, raffigurante quattro simboli di giorni del tonalpohualli: (Se = uno) Silice/Coltello [tecpatl], (Ome = due) Pioggia [quiahuitl], (Yei = tre) Fiore [xochitl] e (Nahui = quattro) Caimano/Coccodrillo (cipactli), con le descrizioni in spagnolo. Da notare come il simbolo della pioggia somigli a Tlaloc, dio azteco della pioggia e della fertilità.

Il tonalpohualli, termine nahuatl che significa "conto dei giorni", è un periodo sacro di 260 giorni (spesso definito "anno") in uso nella Mesoamerica precolombiana, e soprattutto tra gli Aztechi. Questo periodo non è solare né lunare, ma è piuttosto formato da 20 trecena di 13 giorni ognuna. Ogni trecena è dedicata ad una diversa divinità.

## Descrizione
In parte a causa della sua antichità, l'origine del tonalpohualli è sconosciuta. Sono state avanzate numerose teorie per spiegare questo calendario: che rappresenta un ciclo venusiano, il periodo di gestazione umano o che rappresenta il numero di giorni in cui il sole non è sopra la testa nelle pianure tropicali, tra il 12 agosto ed il 30 aprile. D'altra parte, alcuni studiosi tra cui John Eric Sidney Thompson ipotizzano che il tonalpohualli non fosse basato su fenomeni naturali, ma piuttosto sui numeri 13 e 20, entrambi importanti nelle culture mesoamericane.
L'altro importante calendario azteco, lo xiuhpohualli, è un calendario solare, basato su 18 mesi di 20 giorni. Uno xiuhpohualli prendeva il nome dal primo giorno del suo tonalpohualli. Ad esempio, Hernán Cortés incontrò Montezuma il giorno 8 Vento dell'anno 1 Canna (o 8 novembre 1519 nel calendario giuliano).
Lo xiuhpohualli ed il tonalpohualli coincidono ogni 52 anni. L'anno 1 Canna era il tredicesimo all'interno del ciclo di 52 anni.

## Simboli dei giorni
Nel calendario azteco esistono venti simboli di giorni.
| Nahuatl       | Traduzione                 |
| ------------- | -------------------------- |
| Cipactli      | Caimano o mostro acquatico |
| Ehecatl       | Vento                      |
| Calli         | Casa                       |
| Cuetzpalin    | Lucertola                  |
| Coatl         | Serpente                   |
| Miquiztli     | Morte                      |
| Mazatl        | Cervo                      |
| Tochtli       | Coniglio                   |
| Atl           | Acqua                      |
| Itzcuintli    | Cane                       |
| Ozomahtli     | Scimmia                    |
| Malinalli     | Erba                       |
| Acatl         | Canna                      |
| Ocelotl       | Ocelot o Giaguaro          |
| Cuauhtli      | Aquila                     |
| Cozcacuauhtli | Avvoltoio                  |
| Ollin         | Movimento o Terremoto      |
| Tecpatl       | Silice o Coltello          |
| Quiahuitl     | Pioggia                    |
| Xochitl       | Fiore                      |

## Galleria dei simboli dei giorni
I simboli sono sistemati in senso antiorario attorno al ciclo del calendario.

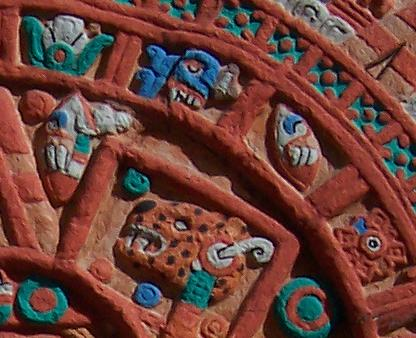
Fiore, Pioggia, Silice, Terremoto
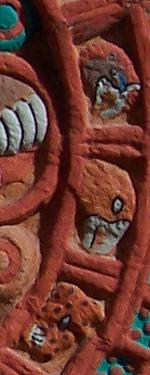
Avvoltoio, Aquila, Giaguaro
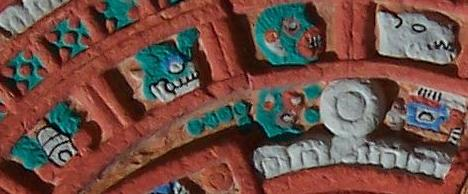
Canna, Erba, Scimmia, Cane
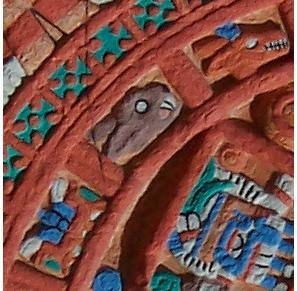
Acqua, Coniglio, Cervo
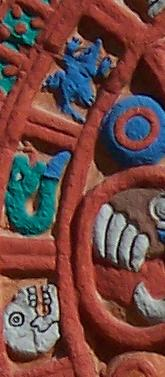
Morte, Serpente, Lucertola
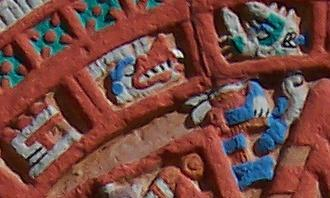
Casa, Vento, Caimano